# Кривополянье (Тамбовская область)
Кривополя́нье — село в Бондарском районе Тамбовской области, является административным центром Кривополянского сельсовета.

## История
Село было основано на рубеже XVII и XVIII веков, северо-восточнее города Тамбова, на левом берегу реки Кёрша.
Вот как упоминается село в докладных книгах: «1703 года марта 6 дня. Отводная книга Тамбовской приказной избы на Кривую Поляну, променённую тамбовцем Василием Григорьевым, Большим Балабановым Рязанскому Митрополиту Стефану (Яворскому). На этих землях основана деревня Кривополянье, входившая в дачу села Митрополья, Большой Ломовис тож. За неграмотных свидетелей этой сделки подписались: села Кривой Поляны Николаевский поп Хрисанф и дьячек Иван Иванов».
Вот что пишет о Кривополянье тамбовский краевед Н. В. Муравьев: «Первые сведения содержатся в окладных книгах духовной епархии: „Церковь Николая Чудотворца в Тамбовском уезде в селе Кривой Поляне нижней половины. У тое церкви двор попа Хрисанфа, двор дьячков… Да в приходе к той церкви приходских Танбовских детей боярских двадцать пять дворов“».
Кроме боярских детей-однодворцев в Кривой Поляне проживали крестьяне митрополита Рязанского и Муромского Стефана Яворского. Об этом мы узнаем из переписной книги первой ревизской сказки 1719 г.
В период указанной переписи в Кривой Поляне числилось 93 человека однодворцев разных возрастов (мужчин) в 21 доме. Кроме того, в селе жили крестьяне Рязанско-Муромской митрополии. Из числа однодворцев упомянуты Петр Болдырев, Иван Корнеев, Иван Петров, Родион Поляков, Иван Верещагин, Григорий Девятов, Меркул Негодяев, Семен Селянский, Василий Воронин, Иван Кочергин и др.
Название села произошло от названия распаханного земельного массива Кривая Поляна, ранее обрабатывающегося перкинскими крестьянами, но в конце XVII в. отнятого у них митрополитом Стефаном Яворским.»
Согласно «Списка населенных мест Тамбовской губернии» за 1862 год — Кривополянье село казённое на реке Кёрша. В селе в 1862 году было 83 двора, проживало 314 душ мужского и 320 женского пола. В 1874 году в селе Кривополянье открывается первая начальная школа, построенная помещиком Ляпиным.
В 1911 году в селе уже 464 двора в которых проживают 1764 душ мужского и 1726 — женского пола. В селе имеются земская и церковно-приходская (женская) школы.
Из этого села присутствуют фамилии Шишкин, чьи потомки впоследствии основали деревню Шишкино.

## Никольский храм
Точная дата постройки первой церкви в Кривополянье неизвестна. В «Списке духовенства Тамбовской епархии на 1876 год» говорится:
«… церковь в с. Кривополянье, Николаевская, деревянная постройки 1792 года; престол один. Главная. Штат- Настоятель, помощник и 2 псаломщика. Настоятель — Священник Иаким Игнатьев Казанский, рукоположен в 1843 г. Помощник — Священник Феод. Тим. Фиолетов, рукоположен в 1876 г. Церковный староста — государственный крестьянин Смолихин, с 1875 г.»
Церковь постройки 1792 года как минимум не первая, так как в ревизской сказке 1719 года Кривополянье уже значится как село.
Весной 1876 года от возникшего в деревянной церкви пожара выгорело все село. Сгорело около 100 домов, крытых соломой. В 1887 году в селе на средства помещика Ляпина и прихожан возведут новую каменную церковь. Проектрирование нового каменного храма началось в 1878 году и длилось два года. В первоначальный проект вносились изменения и окончально проект был одобрен к постройке 4 декабря 1880 года. Со слов жителей села Кривополянье известь для строительства храма гасили 12 лет. Кирпич изготавливали 12 фунтовый (4,8 кг) из глины которую брали за р. Кёршей. Во время кладки кирпича, в связующий раствор добавляли яйца. Церковь эта сохранилась до наших дней.
Нынешний настоятель иерей Глеб (Кучнов), рассказывал, что храм был построен в 1887 году взамен сгоревшего деревянного. А слегка непропорциональный внешний вид и отдельные неканонические иконы объясняются тем, что он — плод народной стройки. Когда в 1953 году храм хотели взорвать, селяне окружили его живым кольцом.